# Jošio Nakamura
Jošio Nakamura (japonsky 中村 佳央), (* 22. října 1970 ve Fukuoce, Japonsko) je bývalý japonský zápasník – judista.

## Sportovní kariéra
Judu se věnoval od dětství společně se svými dvěma mladšími bratry Jukimasou a Kenzóem. Judem se vážněji zabýval na univerzitě Tokai v Tokiu. V roce 1992 prohrál olympijskou nominaci na olympijské hry v Barceloně s Hirotaka Okadou. Od roku 1993 byl krátce reprezentační jedničkou do doby než do jeho střední váhy přišel v roce 1994 Hidehiko Jošida. Do olympijského roku 1996 se rozhodl jít v polotěžké váze a v japonské nominaci si zajistil účast na olympijských hrách v Atlantě. Na hrách startoval se svými dvěma bratry a nakonec jako jediný zůstal bez medaile. Ve čtvrtfinále ho hned v úvodu povalil na ippon technikou kučiki-taoši Francouz Stéphane Traineau. Obsadil 7. místo. Sportovní kariéru ukončil v roce 2001. Věnuje se trenérské práci.

### Vítězství
- 1992 - 1x světový pohár (Mnichov)
- 1995 - 1x světový pohár (Leonding)
- 1996 - 1x světový pohár (Kano Cup)
- 1998 - 1x světový pohár (Paříž)

## Výsledky
| Turnaj            | 1990         | 1991         | 1992         | 1993         | 1994         | 1995         | 1996           | 1997           | 1998           |
| Turnaj            | 20           | 21           | 22           | 23           | 24           | 25           | 26             | 27             | 28             |
| Turnaj            | střední váha | střední váha | střední váha | střední váha | střední váha | střední váha | polotěžká váha | polotěžká váha | polotěžká váha |
| ----------------- | ------------ | ------------ | ------------ | ------------ | ------------ | ------------ | -------------- | -------------- | -------------- |
| Olympijské hry    |              |              | —            |              |              |              | 7.             |                |                |
| Mistrovství světa |              | —            |              | 1.           |              | —            |                | 3.             |                |
| Asijské hry       | —            |              |              |              | 1.           |              |                |                | 2.             |
| Mistrovství Asie  |              | 1.           |              | —            |              | —            | —              | —              |                |
| MS juniorů        | 3.           |              |              |              |              |              |                |                |                |